# Lycko-Hans

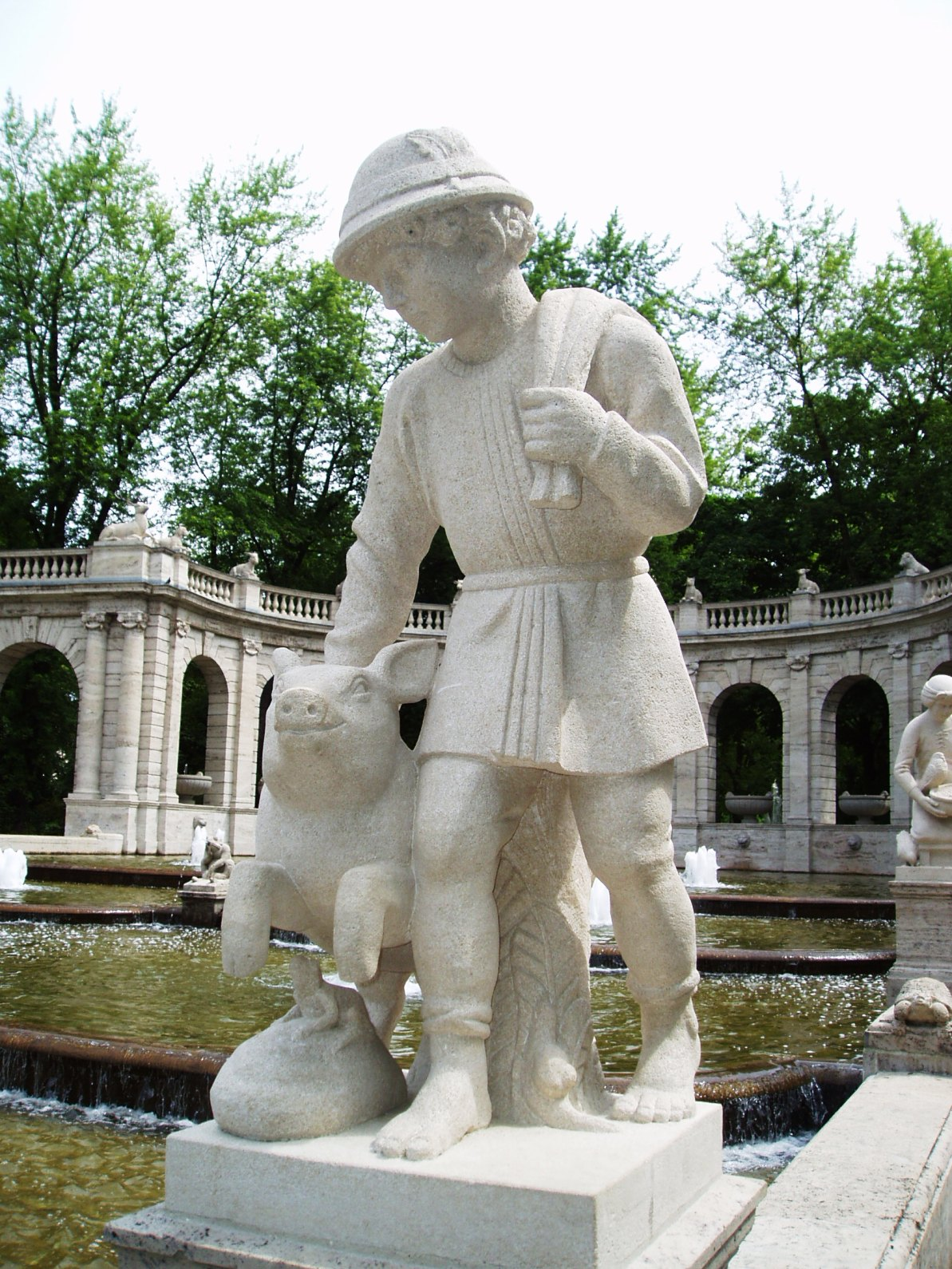
Lycko-Hans i Volkspark Friedrichshain, Berlin

Lycko-Hans är en saga hos Bröderna Grimm om en man som efter sju års tjänst som lön får en guldklimp lika stor som hans huvud. På vägen hem byter han bort den mot sämre och sämre ting, i tur och ordning mot en häst, en ko, en gris, en gås, en slipsten plus en vanlig sten. Vid varje byte tror han sig göra en god affär eftersom varje byte gör att han känner sig mer och mer lättad. Till sist tappar han ner de två stenarna i en brunn och utropar då att han inte tror att det finns någon lyckligare människan än han under solen. Med lätt hjärta och befriad från alla tyngder vandrar han hem till sin mor.